# Syrtis Major (cuadrángulo)

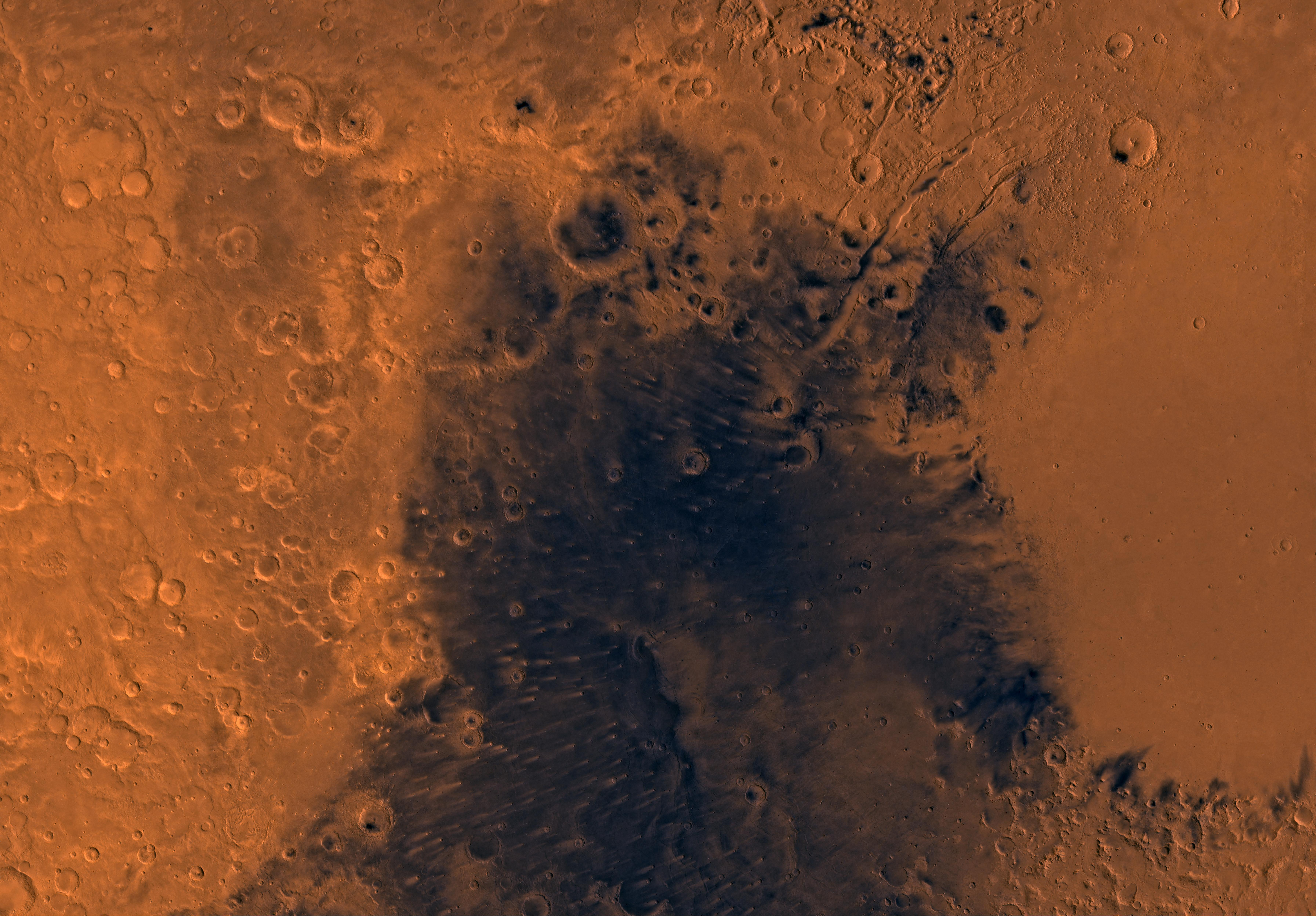
Imagen del Cuadrángulo Mayor de Syrtis (MC-13). La parte central contiene Syrtis Major Planum. El este incluye la cuenca de Isidis y el oeste y el norte incluyen tierras altas llenas de cráteres.

Syrtis Major es uno de los 30 mapas cuadrangulares que el Servicio Geológico de los Estados Unidos trazó para dividir a la superficie de Marte.

## Características
Su nomenclatura alude al golfo de Sidra o Sirte, en Libia. Le corresponde el acrónimo MC-13.
Entre los elementos estructurales más destacados del cuadrángulo se encuentra una parte de Arabia Terra, el Syrtis Major Planum, la Nili Fossae, la Isidis Planitia, así como la dicotomía marciana.
Entre los cráteres situados en el cuadrángulo se encuentran, entre otros muchos, Jezero y Leighton.